# Toshinobu Katsuya
Toshinobu Katsuya (Prefectura de Nagasaki, Japó, 2 de setembre de 1961) és un exfutbolista japonès.

## Selecció japonesa
Toshinobu Katsuya va disputar 27 partits amb la selecció japonesa.